# Casalincontrada
Casalincontrada község (comune) Olaszország Abruzzo régiójában, Chieti megyében.

## Fekvése
A megye északnyugati részén fekszik. Határai: Bucchianico, Chieti, Manoppello, Roccamontepiano és Serramonacesca.

## Története
Első írásos említése a 13. századból származik, valószínűleg bencés szerzetesek alapították. A következő századokban nemesi birtok volt. Önállóságát a 19. század elején nyerte el, amikor a Nápolyi Királyságban felszámolták a feudalizmust.

## Népessége
A népesség számának alakulása:

## Főbb látnivalói
- Santo Stefano Protomartire-templom
- Madonna delle Grazie-templom